# Elisabeth von der Lieth
Elisabeth von der Lieth (* 23. Januar 1918 in Kulm; † 16. Dezember 2002 in Hamburg) war eine deutsche Lehrerin, Seminarleiterin und wissenschaftliche Pädagogin.

## Leben
Elisabeth von der Lieth besuchte ein Gymnasium in Aussig und studierte anschließend Deutsch, Geschichte und Französisch an der Universität Tübingen, der Universität Berlin und der Universität Hamburg, wo sie ihre Ausbildung 1942 mit dem Staatsexamen für das höhere Lehramt abschloss. Aufgrund des Zweiten Weltkriegs wurden sie, ihre zwei Kinder und ihre Eltern aus Aussig vertrieben und flohen nach Hamburg. Von 1945 bis 1965 lehrte Elisabeth von der Lieth hier am Gymnasium Lerchenfeld auf der Uhlenhorst. Zudem engagierte sie sich von 1951 bis 1978 im Philologenverband Hamburg. Später beteiligte sie sich im Deutschen Lehrerverband Hamburg, dessen Pädagogischen Ausschuss sie über ein Jahrzehnt leitete.
Neben der Arbeit in Hamburger Verbänden übernahm Elisabeth von der Lieth auf Bundesebene den Vorsitz über den Ausschuss für Mädchenbildung und war 1965 zweite Vorsitzende des Deutschen Philologenverbandes und erstellte von 1969 bis 1974 die Schrift „Problematik und Diskussion“, die der Verbandszeitschrift „Die höhere Schule“ beigelegt wurde. Von 1965 bis 1981 leitete von der Lieth das Studienseminar und führte angehende Lehrer in die Berufspraxis ein.
Elisabeth von der Lieth gestaltete in den letzten beiden Jahrzehnten ihres Lebens das Programm der Katholischen Akademie in Hamburg mit. Nach Einschätzung von Karl Rahner konnte sie pädagogische und theologische Probleme gut verständlich ausdeuten und formulieren. Sie beteiligte sich an Diskussion, wobei sie Kontroversen nicht auswich, bemühte sich dabei um Vermittlung bei kontroversen Themen und war aus diesem Grund bei zahlreichen Menschen beliebt. Ihre Grundüberzeugung war, dass eine weit differenzierte Gesellschaft, die nicht einheitlichen Orientierungsmustern folge, in besonderer Weise der Vernunft bedürfe.